# Filipodium aspidosiphoni
Filipodium aspidosiphoni is een soort in de taxonomische indeling van de Myzozoa, een stam van microscopische parasitaire dieren. Het organisme komt uit het geslacht Filipodium en behoort tot de familie Lecudinidae. Filipodium aspidosiphoni werd in 1965 ontdekt door Tuzet & Ormieres.